# Second rôle
Un second rôle est un personnage de théâtre ou de cinéma que l'on ne peut considérer comme le protagoniste d'une œuvre, ou qui n'en est pas le principal. Par extension, c'est aussi l'acteur ou l'actrice qui interprète ce personnage.